# The Hour
Ne doit pas être confondu avec The Hours.
The Hour est une série télévisée dramatique britannique en douze épisodes de 59 minutes créée par Abi Morgan et diffusée entre le 19 juillet 2011 et le 13 décembre 2012 sur BBC Two et BBC HD.
En France, elle est diffusée à partir du 23 mars 2012 sur Orange Cinémax en version multilingue, puis à partir du 7 mars 2013 sur Arte, et au Québec à partir du 25 novembre 2013 sur AddikTV.

## Synopsis
Londres, 1956. Sur fond de guerre froide, d’espionnage, de répression gouvernementale, de crise du canal de Suez et de répression soviétique en Hongrie, une nouvelle émission de télévision, The Hour, est créée pour la BBC. Y travaillent des journalistes ambitieux, brillants et séduisants aux liens complexes : Bel Rowley, Hector Madden, Freddie Lyons.

## Distribution

### Acteurs principaux
- Ben Whishaw (V. F. : Damien Witecka) : Freddie Lyon
- Dominic West (V. F. : Bruno Dubernat) : Hector Madden
- Romola Garai (V. F. : Caroline Mozzone) : Bel Rowley
- Anton Lesser (V. F. : Philippe Bellay) : Clarence Fendley (saison 1)
- Julian Rhind-Tutt (V. F. : Jean-François Lescurat) : Angus McCain
- Joshua McGuire (en) (V. F. : Antoine Schoumsky) : Isaac Wengrow
- Lisa Greenwood (en) (V. F. : Sophie Froissard) : Sissy Cooper
- Anna Chancellor (V. F. : Marjorie Frantz) : Lix Storm
- Peter Capaldi (V. F. : Patrick Laplace) : Randall Brown (saison 2)
- Burn Gorman (V. F. : Fabien Briche) : Thomas Kish (saison 1)
- Juliet Stevenson (V. F. : Claudine Grémy) : Lady Elms (saison 1)
- Tim Pigott-Smith (V. F. : Michel Ruhl) : Lord Elms (saison 1)
- Andrew Scott : Adam Le Ray (saison 1)
- Oona Castilla Chaplin (V. F. : Hélène Bizot) : Marnie Madden

### Acteurs secondaires
- Paul Chahidi (V. F. : Laurent Jacquet) : Ron (saison 1)
- Robert Demeger (V. F. : Jean-François Roubaud) : Malcolm Lyon (saison 1)
- Ken Bones (V. F. : Michel Voletti) : Wallace Sherwin (saison 1)
- John Bowe (V. F. : Sylvain Lemarié) : Douglas Owen (saison 1)
- Vanessa Kirby (V. F. : Flora Kaprielian) : Ruth Elms (saison 1)
- Jamie Parker : Peter Darall (saison 1)
- Tom Burke (V. F. : Sylvain Agaësse) : Bill Kendall (saison 2)
- Joe Cole (V. F. : Ludovic Baugin) : Trevor (saison 2)
- Hannah John-Kamen (V. F. : Fily Keita) : Rosa Maria Ramírez (saison 2)
- Vincent Riotta (en) (V. F. : Philippe Catoire) : Raphael Cilenti (saison 2)
- Peter Sullivan (V. F. : Eric Marchal) : Commandant Lawrence Stern (saison 2)
- Hannah Tointon (en) (V. F. : Audrey Sablé) : Kiki Delaine (saison 2)
- Morgan Watkins (en) (V. F. : Vincent Crouzet) : Morgan Pike (saison 2)

- Version française
  - Société de doublage : Imagine[2]
  - Direction artistique : Martin Brieuc[2]

Sources V. F. : Doublage Séries Database

### Invités
- Lizzie Brocheré : Camille Mettier (saison 2, 3 épisodes)

## Épisodes

### Première saison (2011)
1. Une heure, une équipe (Épisode 1)
2. Une heure de vérité (Épisode 2)
3. Une heure, une tentation (Épisode 3)
4. Une heure sous haute tension (Épisode 4)
5. L'heure de la révolte (Épisode 5)
6. Une heure qui change tout (Épisode 6)

### Deuxième saison (2012)
1. Une heure qui en dit long (Épisode One)
2. Une heure critique (Épisode Two)
3. Une heure, des disparitions (Épisode Three)
4. Une heure, une source en danger (Épisode Four)
5. Une heure de paradis (Épisode Five)
6. Une heure de courage (Épisode Six)

## Commentaires
Le 12 février 2013, la BBC a annoncé qu'il n'y aurait pas de troisième saison.

## Distinctions

### Récompenses
- Cinéma Tous Écrans 2011[4]
  - Reflet d'Or de la meilleure série télévisée
  - Prix du public : honorifique
- Broadcasting Press Guild Award: Meilleur acteur pour Dominic West

### Nominations
- Golden Globes 2012
  - Meilleure mini-série ou du meilleur téléfilm
  - Meilleur acteur dans une mini-série ou un téléfilm pour Dominic West
  - Meilleure actrice dans une mini-série ou un téléfilm pour Romola Garai